# Hải Hòa, Nghi Sơn
Hải Hòa là một phường thuộc thị xã Nghi Sơn, tỉnh Thanh Hóa, Việt Nam.

## Địa lý
Phường Hải Hòa nằm ở phía Đông thị xã Nghi Sơn, có vị trí địa lý:
- Phía Đông giáp Biển Đông
- Phía Tây giáp phường Nguyên Bình và xã Hải Nhân
- Phía Nam giáp phường Bình Minh
- Phía Bắc giáp phường Ninh Hải.

Phường Hải Hòa có diện tích 7,63 km², dân số năm 2019 là 24.769 người, mật độ dân số đạt 3.246 người/km². Quốc lộ 1 đi qua địa bàn phường.

## Lịch sử
Trước đây, Hải Hòa là một xã thuộc huyện Tĩnh Gia.
Ngày 14 tháng 12 năm 1984, Hội đồng Bộ trưởng ban hành Quyết định 163-HĐBT. Theo đó, thành lập thị trấn Tĩnh Gia, thị trấn huyện lỵ huyện Tĩnh Gia trên cơ sở một phần diện tích và dân số của các xã Hải Hòa, Bình Minh, Nguyên Bình và Hải Nhân, gồm phố Còng và vùng phụ cận.
Ngày 7 tháng 12 năm 2016, Bộ Xây dựng ban hành Quyết định số 1300/QĐ-BXD về việc công nhận thị trấn Tĩnh Gia mở rộng đạt tiêu chuẩn đô thị loại III.
Trước khi sáp nhập, thị trấn Tĩnh Gia có diện tích 1,25 km², dân số là 5.475 người, mật độ dân số đạt 4.380 người/km². Xã Hải Hòa có diện tích 6,38 km², dân số là 7.552 người, mật độ dân số đạt 1.184 người/km².
Ngày 16 tháng 10 năm 2019, Ủy ban Thường vụ Quốc hội ban hành Nghị quyết số 786/NQ-UBTVQH14 về việc sắp xếp các đơn vị hành chính cấp xã thuộc tỉnh Thanh Hóa (nghị quyết có hiệu lực từ ngày 1 tháng 12 năm 2019). Theo đó, sáp nhập toàn bộ diện tích và dân số của xã Hải Hòa vào thị trấn Tĩnh Gia.
Sau khi điều chỉnh địa giới hành chính, thị trấn Tĩnh Gia có 7,63 km² diện tích tự nhiên và 13.027 người.
Ngày 22 tháng 4 năm 2020, Ủy ban Thường vụ Quốc hội ban hành Nghị quyết số 933/NQ-UBTVQH14 về việc thành lập thị xã Nghi Sơn và các phường thuộc thị xã Nghi Sơn (nghị quyết có hiệu lực từ ngày 1 tháng 6 năm 2020). Theo đó, chuyển huyện Tĩnh Gia thành thị xã Nghi Sơn và thành lập phường Hải Hòa trên cơ sở toàn bộ diện tích và dân số của thị trấn Tĩnh Gia.